# Molineux Stadium
Het Molineux Stadium is een voetbalstadion in het Engelse Wolverhampton. Het is de thuisbasis van Wolverhampton Wanderers sinds 1889 en heeft een lange geschiedenis. Het was een van de eerste stadions in het land dat begin jaren vijftig kunstlicht liet installeren zodat er ook 's avonds gevoetbald kon worden. Er werden enkele interlands van Engeland gespeeld en meer recent ook interlands van het Engelse elftal onder 21.
In 1972 werd voor 38.362 toeschouwers de allereerste finale van de UEFA Cup gespeeld. In deze tijd werd de finale niet op neutraal terrein gespeeld, maar was er een heen en terugwedstrijd tussen de finalisten. Wolverhampton en Tottenham Hotspur hadden zich geplaatst en Wolverhampton begon thuis en verloor met 1-2. Hoewel er momenteel plaats is voor 31.700 mensen, is het recordaantal toeschouwers in het stadion 61.315. Er zijn plannen om het stadion uit te breiden naar 40.000 zitplaatsen.